# King of Mask Singer
Mystery Music Show: King of Mask Singer (hangul: 미스터리 음악쇼 복면가왕; rr: Miseuteori Eumaksyo Bokmyeon-gawang) é um programa de competição de canto sul-coreano apresentado por Kim Sung-joo, com introduções pelo dublador Lee Won-joon. Vai ao ar na MBC aos domingos às 16:50, desde 5 de abril de 2015 como parte de um bloco da programação do Sunday Night da MBC, juntamente com Real Men, substituindo Animals.

## Formato
Cada competição tem a duração de dois episódios, com os cantores competindo um-contra-um em três rodadas de eliminação. A eles são dadas máscaras elaboradas para vestir a fim de ocultar a sua identidade, eliminando assim fatores como popularidade, carreira e idade que poderia levar a votação tendenciosa. Na primeira rodada, ambos os concorrentes cantam a mesma canção, enquanto que na segunda e terceira rodada cada um canta uma música solo. Os vencedores de cada par são selecionados pelo público e painel de juízes através de votos ao vivo instantâneos. As identidades dos cantores não são revelados até que tenham sido eliminados. O vencedor da terceira rodada desafia as competições anteriores, e é eliminado ou se torna o novo Rei da Máscara. Ha Hyun-woo do Guckkasten ("The Music General") tem nove vitórias consecutivas, que é o maior número de vitórias alcançadas por qualquer concorrente.
Devido ao grande interesse e demanda, o programa lançou um álbum especial composto por uma seleção de gravações em estúdio pelos concorrentes. Apesar de grande popularidade, as performances de Luna não foram incluídas, porque sua empresa S.M. Entertainment supostamente tinha outros planos.
Lista de competidores ídolos realizadas neste show, inclui os ex-ídolos e exclui os subgrupos (classificação inicial por grupo)
     – Ídolo que deixou o grupo para se tornar artista solo ou seu grupo foi dissolvido.
| Grupo            | Cantor          | Episódio                    |
| ---------------- | --------------- | --------------------------- |
| 2AM              | Changmin        | 03, 04                      |
| 2AM              | Jinwoon         | 73                          |
| 2AM              | Jo Kwon         | 00 (Piloto)                 |
| 2bic             | Kim Ji-hwan     | 35, 36                      |
| 2PM              | Jay Park        | 41, 42                      |
| 2PM              | Jun. K          | 43, 44                      |
| 8Eight           | Joo Hee         | 21                          |
| 8Eight           | Lee Hyun        | 31, 32                      |
| After School     | Kahi            | 05                          |
| After School     | Lizzy           | 45                          |
| After School     | Raina           | 33, 34                      |
| AOA              | Choa            | 25, 26                      |
| Apink            | Bomi            | 61                          |
| Apink            | Eunji           | 11, 12                      |
| Apink            | Namjoo          | 39                          |
| B.A.P            | Daehyun         | 33, 34                      |
| B1A4             | CNU             | 77                          |
| B1A4             | Sandeul         | 01, 02                      |
| BEAST            | Dongwoon        | 19, 20                      |
| BESTie           | UJi             | 23, 24                      |
| Block B          | Taeil           | 07, 08                      |
| Blackpink        | Rosé            | 55                          |
| Brown Eyed Girls | JeA             | 69, 70                      |
| BtoB             | Changsub        | 27, 28                      |
| BtoB             | Eunkwang        | 75, 76                      |
| BtoB             | Sungjae         | 05, 06, Special Live (2015) |
| BTS              | Jungkook        | 71, 72                      |
| BTS              | Jimin           | 93 (Como jurado)            |
| Click-B          | Oh Jong-hyuk    | 35, 36                      |
| Cool             | Lee Jae-hoon    | 77, 78                      |
| Cosmic Girls     | EXY             | 65                          |
| Dal Shabet       | Subin           | 59                          |
| Davichi          | Kang Min-kyung  | 17, 18                      |
| Dynamic Duo      | Gaeko           | 13                          |
| EXID             | Hani            | 47, 48                      |
| EXID             | Hyelin          | 63                          |
| EXID             | Solji           | 00 (Piloto), 01             |
| EXO              | Chen            | 21, 22                      |
| F(x)             | Luna            | 01, 02, 04, 06              |
| F.T. Island      | Honggi          | 03                          |
| g.o.d            | Kim Tae-woo     | 57, 58                      |
| g.o.d            | Son Hoyoung     | 69, 70                      |
| GFriend          | Eunha           | 67, 68                      |
| GFriend          | Yuju            | 15, 16                      |
| Girl's Day       | Minah           | 35, 36                      |
| Girl's Day       | Sojin           | 07                          |
| Infinite         | L               | 63                          |
| Jewelry          | Park Jung-ah    | 27, 28                      |
| Jewelry          | Seo In-young    | 09                          |
| Ladies' Code     | Sojung          | 47, 48                      |
| M.I.B            | Kangnam         | 37                          |
| Mamamoo          | Solar           | 21, 22                      |
| Mamamoo          | Wheein          | 55, 56                      |
| MBLAQ            | G.O             | 37, 38                      |
| Melody Day       | Yeoeun          | 17, 18, 20                  |
| Miss A           | Min             | 09                          |
| Monsta X         | Kihyun          | 39, 40                      |
| Nine Muses       | Kyungri         | 75                          |
| Norazo           | Jo Bin          | 33                          |
| NRG              | Noh Yoo-min     | 15                          |
| Oh My Girl       | Seunghee        | 31                          |
| Red Velvet       | Wendy           | 43                          |
| Red Velvet       | Seulgi          | 79                          |
| Roo'ra           | Lee Sang-min    | 63                          |
| S.E.S.           | Bada            | 61, 62                      |
| S.E.S.           | Shoo            | 55                          |
| Sechs Kies       | Kang Sung-hoon  | 65, 66                      |
| Secret           | Jieun           | 05, 06                      |
| SeeYa            | Kim Yeon-ji     | 69, 70, 72                  |
| SEVENTEEN        | DK              | 69, 70                      |
| SG Wannabe       | Kim Yong-jun    | 43, 44                      |
| SG Wannabe       | Lee Seok-hoon   | 25, 26                      |
| S#arp            | Jang Seok-hyun  | 11                          |
| S#arp            | Lee Ji-hye      | 81                          |
| Shinhwa          | Kim Dong-wan    | 29, 30                      |
| Shinhwa          | Lee Min-woo     | 53, 54                      |
| Sistar           | Hyolyn          | 49, 50                      |
| Sistar           | Soyou           | 81, 82                      |
| SPICA            | Kim Bo-hyung    | 51, 52                      |
| SPICA            | Kim Boa         | 13, 14, Special Live (2015) |
| SS501            | Heo Young-saeng | 73, 74                      |
| Super Junior     | Kangin          | 45                          |
| Super Junior     | Kyuhyun         | 29, 30                      |
| Super Junior     | Ryeowook        | 41, 42                      |
| Super Junior     | Yesung          | 55, 56                      |
| Supreme Team     | Simon Dominic   | 25                          |
| Teen Top         | Chunji          | 09, 10                      |
| Teen Top         | Niel            | 45, 46                      |
| The Grace        | Dana            | 41, Special Live (2016)     |
| The Grace        | Stephanie       | 65, 66                      |
| TWICE            | Jihyo           | 69                          |
| Untouchable      | Sleepy          | 57                          |
| UP10TION         | Sunyoul         | 41, 42                      |
| UV               | Muzie           | 27, 28                      |
| V.O.S            | Kim Kyung-rok   | 61, 62                      |
| V.O.S            | Park Ji-heon    | 49, 50                      |
| VIXX             | Ken             | 11, 12                      |
| VIXX             | Leo             | 49, 50                      |
| Wonder Girls     | Yeeun           | 79, 80                      |

## Prêmios e indicações
| Ano  | Prêmio                               | Categoria                                       | Recipiente          | Resultado |
| ---- | ------------------------------------ | ----------------------------------------------- | ------------------- | --------- |
| 2015 | MBC Entertainment Awards             | Best Writer Award                               | Park Won-woo        | Venceu    |
| 2015 | MBC Entertainment Awards             | Excellence Award for Music/Talk Show (Male)     | Kim Yeon-woo        | Venceu    |
| 2015 | MBC Entertainment Awards             | Grand Prize (Daesang)                           | Kim Gu-ra           | Venceu    |
| 2015 | MBC Entertainment Awards             | Special Award                                   | Shin Bong-sun       | Venceu    |
| 2015 | MBC Entertainment Awards             | Rookie Award for Music/Talk Show (Male)         | Kim Hyung-seok      | Venceu    |
| 2015 | MBC Entertainment Awards             | Top Excellence Award for Music/Talk Show (Male) | Kim Sung-joo        | Venceu    |
| 2015 | 51st Baeksang Arts Awards            | Best Male Variety Performer                     | Kim Sung-joo        | Indicado  |
| 2016 | 52nd Baeksang Arts Awards            | Best Male Variety Performer                     | Kim Sung-joo        | Indicado  |
| 2016 | 52nd Baeksang Arts Awards            | Best Entertainment Program                      | King of Mask Singer | Venceu    |
| 2016 | 43rd Korean Broadcasting Grand Prize | Musician Category                               | Ha Hyun-woo         | Venceu    |